# Heart Beats of Long Ago
Heart Beats of Long Ago è un cortometraggio muto del 1911 diretto da David W. Griffith.  Tra le interpreti femminili, Linda Arvidson che era la moglie di Griffith, Blanche Sweet, una delle sue attrici preferite e Jeanie Macpherson, che poi diventerà una delle più conosciute sceneggiatrici di Hollywood.

## Produzione
Il film fu prodotto dalla Biograph Company,

## Distribuzione
Distribuito dalla General Film Company, il film - un cortometraggio in una bobina - uscì nelle sale il 6 febbraio 1911. Non si conoscono copie ancora esistenti della pellicola.